# طعم عسل (نمایشنامه)

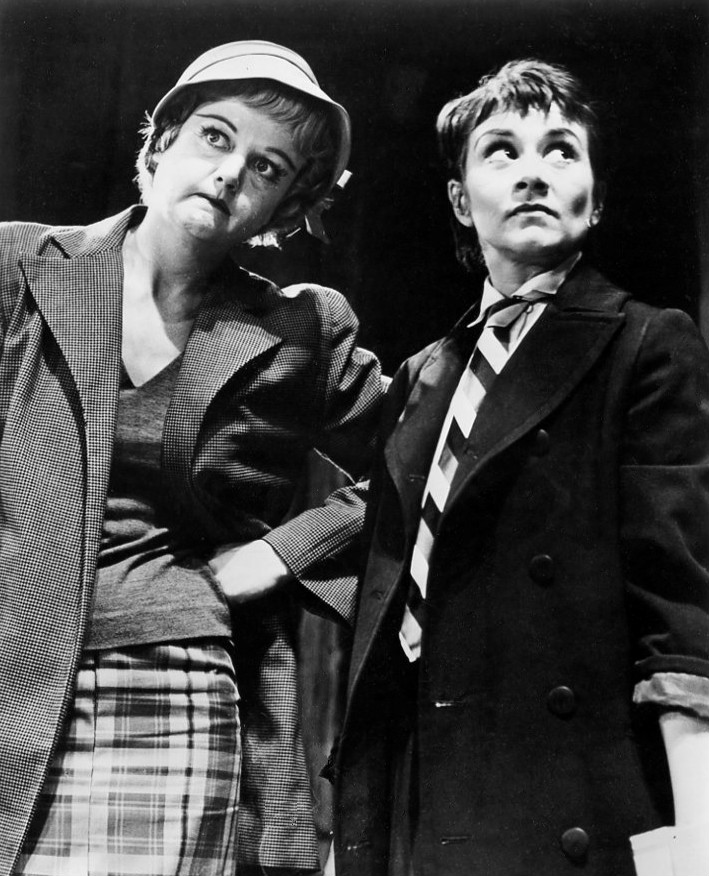
آنجلا لنزبری و جوآن پلوورایت در اجرای طعم عسل در برادوی

طعم عسل (به انگلیسی: A Taste of Honey) این اثر نخستین نمایشنامه شیلا دلانی، نمایشنامه‌نویس انگلیسی است، که در سن ۱۹ سالگی نوشته است. این اثر در آغاز به عنوان یک رمان در نظر گرفته شده بود، اما او امیدوار بود که بتواند دوباره موضوعات اجتماعی در تئاتر انگلیس را زنده کند. این نمایش برای نخستین بار توسط کارگاه تئاتر جوآن لیتل‌وود تولید شد و نخستین بار در تئاتر Royal Stratford East، یک تئاتر حاشیه‌ای کوچک در لندن، در تاریخ ۲۷ می ۱۹۵۸ به نمایش درآمد.
فیلمی به همین نام در سال ۱۹۶۱ بر پایه این نمایشنامه ساخته شد. این نمایشنامه در سال ۱۳۹۷ به‌دست سام ایزدی به فارسی ترجمه شد.